# William Walker Stockfleth

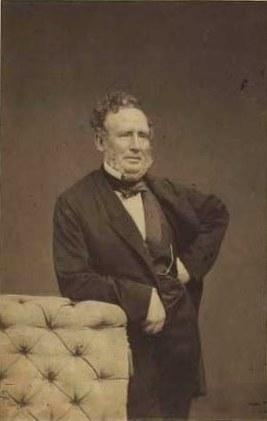
William Walker Stockfleth, Photographie von Georg Emil Hansen

William Walker Stockfleth (* 18. Oktober 1802 in Kopenhagen; † 9. Mai 1885 ebenda) war ein dänischer Amtsmann (dänisch amtmand).

## Leben
Stockfleth, Sohn von Oberst Hannibal Stockfleth (1774–1858) und seiner Frau Vita Sophia Henrica Dorothea geborene Lange (1780–1868), studierte ab 1822 an der Herlufsholm-Schule bei Næstved. 1828 legte er sein juristisches Examen ab und wurde 1830 zum Auditor des Schleswigschen Infanterie-Regimentes ernannt. 1835 wurde er Garnisonsauditor in Rendsburg, 1836 zum Oberauditor befördert, war er ab 1842 Auditor der IV. Infanteriebrigade.
1845 wurde er zum Hardesvogt (dänisch herredsfoged) der Harden Nørvang und Tørrild berufen. 1848/1849 war er Mitglied der grundgesetzgebenden Reichsversammlung und des Folketings. Er gehörte dem rechten Flügel des Parlaments an und war gegen allzu weitreichende Zugeständnisse an die Liberalen.
1849 war er für fünf Monate Amtmann des Amtes Vejle. 1850 wurde er, nachdem er den Gouverneursposten in Dänisch-Westindien abgelehnt hatte, Amtmann des Amtes Haderslev. 1851 wurde er zum Kammerherr und 1852 zum königlichen Kommissär der Güter Gram und Nybøl ernannt. Nach dem Rücktritt der dänischen Regierung unter Ministerpräsident Anders Sandøe Ørsted am 12. Dezember 1854 bot man Stockfleth das Ministeramt für Schleswig an. Auch diesen Posten lehnte er ab, an seiner Stelle wurde Harald Raasløff Minister. Infolge des Zweiten Schleswigschen Krieges musste er 1864 den Amtmannsposten aufgeben und zog nach Kopenhagen.
1867 wurde er zum Kommandeur des Dannebrogordens ernannt.
Stockfleth war seit 20. September 1842 mit Thora Mathilde (1814–1887), Tochter des Generals Marcus Glahn verheiratet.